# Halcyon coromanda
Il martin pescatore rugginoso (Halcyon coromanda (Latham, 1790) ) è un uccello della famiglia Alcedinidae, diffuso nel sud e nell'est dell'Asia.